# لوكاس فيشر
لوكاس فيشر هو عالم عقيدة سويسري، ولد في 23 نوفمبر 1926 في بازل في سويسرا، وتوفي في 11 مارس 2008 في جنيف في سويسرا.